# Urhobo
|  | Per a altres significats, vegeu «urhobos». |

L'urhobo és una llengua edoid que parlen els urhobos, un grup ètnic que habita a l'Estat del Delta, al sud de Nigèria. L'urhobo és proper a les llengües okpe i uvwie, que a vegades són considerats dialectes seus. L'urhobo està amenaçat per l'impacte del pidgin nigerià de l'anglès.

## Fonologia
L'urhobo té un sistema reduït, comparat al proto-edoid, que té set vocals que formen dos tipus harmònics: /i e a o u/ i /i ɛ a ɔ u/. Té un inventari de consonants conservador, si tenim en compte les llengües edoid. Manté tres nasals i només cinc consonants orals, /ɺ, l, ʋ, j, w/. També té alòfones nasals abans de les vocals.
|            | Labial | Labiodental | Alveolar | Palatal | Velar | Labio-velar | Glotal |
| ---------- | ------ | ----------- | -------- | ------- | ----- | ----------- | ------ |
| Nasal      | m      |             | n        | ɲ       |       |             |        |
| Oclusiva   | p b    |             | t d      | c ɟ     | k ɡ   | k͡p ɡ͡b       |        |
| Fricativa  | ɸ      | f v         | s z      | ɕ ʑ     | ɣ     |             | h      |
| Vibrant    |        |             | r̝        |         |       |             |        |
| Bategant   |        |             | ɺ [ɾ̃]    |         |       |             |        |
| Aproximant |        | ʋ [ʋ̃]       | l [n]    | j [ɲ]   |       | w [ŋʷ]      |        |

## Exemples
Temu: Una substància o persona que aconsegueix o una posició o un estatus.
- És com originari de Atamu/Atumu, que significa "sol".

## Grup lingüístic i relació amb altres llengües
L'urhobo és una llengua edoid del sud-oest, que forma part de la família de les llengües Benué-Congo, que són llengües nigerocongoleses. Les altres llengües d'aquest grup lingüístic són l'eruwa, l'okpe, l'isoko i l'uvbie.

## Diccionaris
Els diccionaris d'urhobo han estat compilats per Ukere, Osubele i Julius Arerierian. La Fundació per les Llengües en perill ha compilat un diccionari multilingüe de l'anglès a l'okpe, l'urhobo i l'uvwie. A internet hi ha un diccionari urhobo-anglès que hi ha a urhobo.net i Glosbe.com ofereix un altre diccionari urhobo-anglès en línia a internet.

## Sociolingüística
Segons l'ethnologue, l'urhobo és una llengua desenvolupada (EGIDS 5), gaudeix d'un ús vigorós, una literatura i una forma estandarditzada que té prop d'un milió de parlants. L'urhobo s'ensenya a les escoles primàries i la bíblia s'hi va traduir el 1977. S'escriu en alfabet llatí.

## Dialectologia i geo-lingüística
Segons l'ethnologue, l'urhobo es parla a l'estat del Delta, al sud de Nigèria, a les LGAs d'Ethiope i d'Ughelli, tot i que urhobolàndia ocupa moltes més àrees de govern local del centre d'aquest estat (Sapele, Okpe, Uvwie, Warri i Udu).
Els dialectes de l'urhobo són l'agbarho, l'agbon, l'udu i l'ujevwe.